# النجيد (يافع)

تعديل مصدري - تعديل

النجيد هي إحدى قرى عزلة لبعوس بمديرية يافع التابعة لمحافظة لحج، بلغ تعداد سكانها 105 نسمة حسب تعداد اليمن لعام 2004.